# Sanchezia stenantha
Sanchezia stenantha là một loài thực vật có hoa trong họ Ô rô. Loài này được Leonard miêu tả khoa học đầu tiên năm 1926.